# قلعه گیو تنگه
قلعه گیو تنگه مربوط به دوران‌های تاریخی پس از اسلام است و در دامغان، ۵۰ کیلومتری غرب شهر، در مزرعه گیوتنگه واقع شده و این اثر در تاریخ ۲۸ دی ۱۳۷۹ با شمارهٔ ثبت ۲۹۵۲ به‌عنوان یکی از آثار ملی ایران به ثبت رسیده است.